# Anastrabe integerrima
Anastrabe integerrima är en tvåhjärtbladig växtart som beskrevs av Ernst Meyer och George Bentham. Anastrabe integerrima ingår i släktet Anastrabe och familjen Stilbaceae. Inga underarter finns listade i Catalogue of Life.